# Pachnoda semiflava
Pachnoda semiflava är en skalbaggsart som beskrevs av Ernst Gustav Kraatz 1900. Pachnoda semiflava ingår i släktet Pachnoda och familjen Cetoniidae. Inga underarter finns listade i Catalogue of Life.